# Біота
Біота (від грец. βιοτή — життя) — стала сукупність рослин, тварин, грибів та бактерій, що об'єднані спільною територією поширення. На відміну від біоценозу види, що входять до деякої біоти, можуть і не мати безпосередніх екологічних зв'язків.
Поняття використовується в екології, ботаніці, зоології та інших природничих науках. Чіткого та загальноприйнятого визначення цього терміна немає. Термін було вперше запропоновано румунським вченим Емілем Раковіце. Один із впроваджувачів даного поняття — радянський російський еколог Борис Міркін.

## Водна біота
Водна біота - це співтовариство, що складається із риб, молюсків, комах, ракоподібних, безхребетних, водоростей та мікроорганізмів, що використовують водне середовище як місце проживання протягом всього життя або певного циклу (наприклад,бабки).

## Мікробіота
Мікробіота - це група організмів, які мешкають в організмі господаря (наприклад, в шлунково-їкишковому тракті).

## Перша багатоклітинна біота
Першою знайденою стародавньою біотою вважають організм Дикінсонія.Морфологію цієї тварини вивчала професорка геології Мері Дрозер та Скотт Еванс.Свої дослідження вони опублікували в журналі Proceedings of the Royal Society B.

## Роль біоти
- Накопичуючи біогени, біота створює викопне паливо;
- Створення масивів гірських порід;
- Створює поклади заліза, марганцевих руд, фосфоритів, бокситів (В.Вернадський називав сліди колишніх біосфер);
- Створює континентальний колообіг води;
- Формує рельєф.

## Рекомендовані статті
- Quantitative study of developmental biology confirms Dickinsonia as a metazoan [3];
- Early animal evolution: a morphologist's view.